# Eliška Hanušová Bašusová
Eliška Bašusová, za svobodna Eliška Hanušová, (* 1995) je česká herečka.

## Život a kariéra
Narodila se roku 1995 herci Miroslavu a choreografce Janě Hanušovým. Do povědomí se dostala díky nekonečnému seriálu Ulice, který vysílá televize Nova a ve kterém ztvárňuje roli Báry Klímové. Léta roku 2020 se provdala za svého přítele Kryštofa Bašuse a převzala jeho příjmení. Zahrála si také postavu Zory v seriálu Život a doba soudce A. K. či v seriálu Profesor T. V březnu roku 2021 se jí narodil první syn.